# Fresh Bones (The X-Files)
«Fresh Bones» es el decimoquinto episodio de la segunda temporada de la serie de televisión de ciencia ficción The X-Files. Se estrenó en la cadena Fox el 3 de febrero de 1995. Fue escrito por Howard Gordon, dirigida por Rob Bowman y contó con apariciones especiales de Kevin Conway, Daniel Benzali y Matt Hill. El episodio es una historia del «monstruo de la semana», desconectada de la mitología más amplia de la serie. «Fresh Bones» obtuvo una calificación Nielsen de 11,3, siendo visto por 10,8 millones de hogares en su transmisión inicial. El episodio recibió críticas mixtas a positivas de los críticos.
El programa se centra en los agentes especiales del FBI Fox Mulder (David Duchovny) y Dana Scully (Gillian Anderson) que trabajan en casos relacionados con lo paranormal, llamados expedientes X. En el episodio, Mulder y Scully descubren un símbolo de vudú dibujado en un árbol después de que un soldado, el soldado Jack McAlpin, choca su auto contra él luego de dos incidentes alucinatorios separados. Esto los lleva a los dos a un centro de procesamiento para refugiados haitianos donde las sospechas recaen sobre uno de los haitianos identificados por el coronel a cargo.
Howard Gordon se inspiró para escribir el episodio después de leer dos artículos sobre suicidios de militares en Haití. El campo de refugiados haitianos fue filmado en un edificio abandonado en un astillero de Vancouver Norte; originalmente, los productores querían ambientar el episodio en Haití y filmar en realidad en el país. Este esfuerzo, sin embargo, resultó infructuoso.

## Argumento
En Folkstone, Carolina del Norte, Jack McAlpin, un agitado soldado del Cuerpo de Marines, estrella su automóvil contra un árbol después de varios episodios alucinatorios y aparentemente muere. En el árbol hay un veve, un símbolo religioso vudú dibujado.
McAlpin es el segundo supuesto suicidio entre las tropas estacionadas en un complejo del INS que procesa a refugiados de Haití. Fox Mulder (David Duchovny) y Dana Scully (Gillian Anderson) visitan el complejo para investigar la muerte de McAlpin. Allí, un niño llamado Chester Bonaparte le vende un amuleto de buena suerte a Mulder. Después de reunirse con el coronel Wharton, jefe del complejo, Mulder se encuentra con un refugiado preso, Pierre Bauvais, y un asociado de McAlpin, Harry Dunham. Cuando Scully intenta realizar una autopsia al cuerpo de McAlpin, encuentra un cadáver de perro en su lugar en la morgue.
Mientras conducen por la carretera, Mulder y Scully descubren a un McAlpin que aún vive, pero no recuerda lo que le sucedió. Tetrodotoxina, una sustancia química que Mulder cree que es parte de los rituales de zombificación haitianos, se encuentró en la sangre de McAlpin. Los agentes van al cementerio local para investigar el cadáver del otro soldado muerto, pero encuentran la tumba robada. También encuentran a Chester, que recoge ranas en el cementerio y se las vende a Bauvais. Dunham se acerca a Mulder, diciéndole que Wharton comenzó a abusar de los refugiados como un medio de represalia contra Bauvais; Wharton niega las acusaciones, pero luego Bauvais es golpeado hasta la muerte.
Scully se corta la mano en la espina de una rama que queda en su automóvil. Cuando se marcha, se ve un veve en el suelo debajo de su automóvil. Mulder tiene una reunión con X, quien le dice que él y Scully pronto serán llamados de regreso a Washington y que el campamento estará restringido únicamente a personal militar. Mulder cree que Wharton está persiguiendo a los refugiados después del suicidio de algunos de sus hombres durante un viaje anterior a Haití. Scully encuentra a Dunham muerto en una bañera, y Mulder atrapa a McAlpin con un cuchillo cerca. Aunque no recuerda el hecho, McAlpin confiesa el asesinato bajo la influencia de Wharton, quien le dice a los agentes que Bauvais se suicidó y que su investigación terminó.
La esposa de McAlpin proporciona a los agentes una foto de Wharton con Bauvais en Haití, lo que hace que los agentes pasen por su oficina. Encuentran que tanto Dunham como McAlpin habían presentado denuncias contra Wharton por su tratamiento de los detenidos. Los agentes se dirigen al cementerio, donde Wharton está realizando un rito vudú sobre el ataúd de Bauvais. Cuando Mulder se enfrenta a él, Wharton lo daña a través de la magia simpática. Mientras tanto, en un episodio alucinatorio, un hombre emerge del pequeño corte en la mano de Scully y la estrangula, pero la ilusión desaparece cuando toma el amuleto que Chester les vendió. Bauvais aparece y detiene a Wharton soplando polvo de zombis en su cara. Scully llega para ayudar a Mulder y declara a Wharton muerto.
Al día siguiente, los agentes se despiden de McAlpin, quien revela que Chester era un niño que había muerto en un motín seis semanas antes. El episodio termina con Wharton siendo inconscientemente enterrado vivo por el vigilante del cementerio.

## Producción

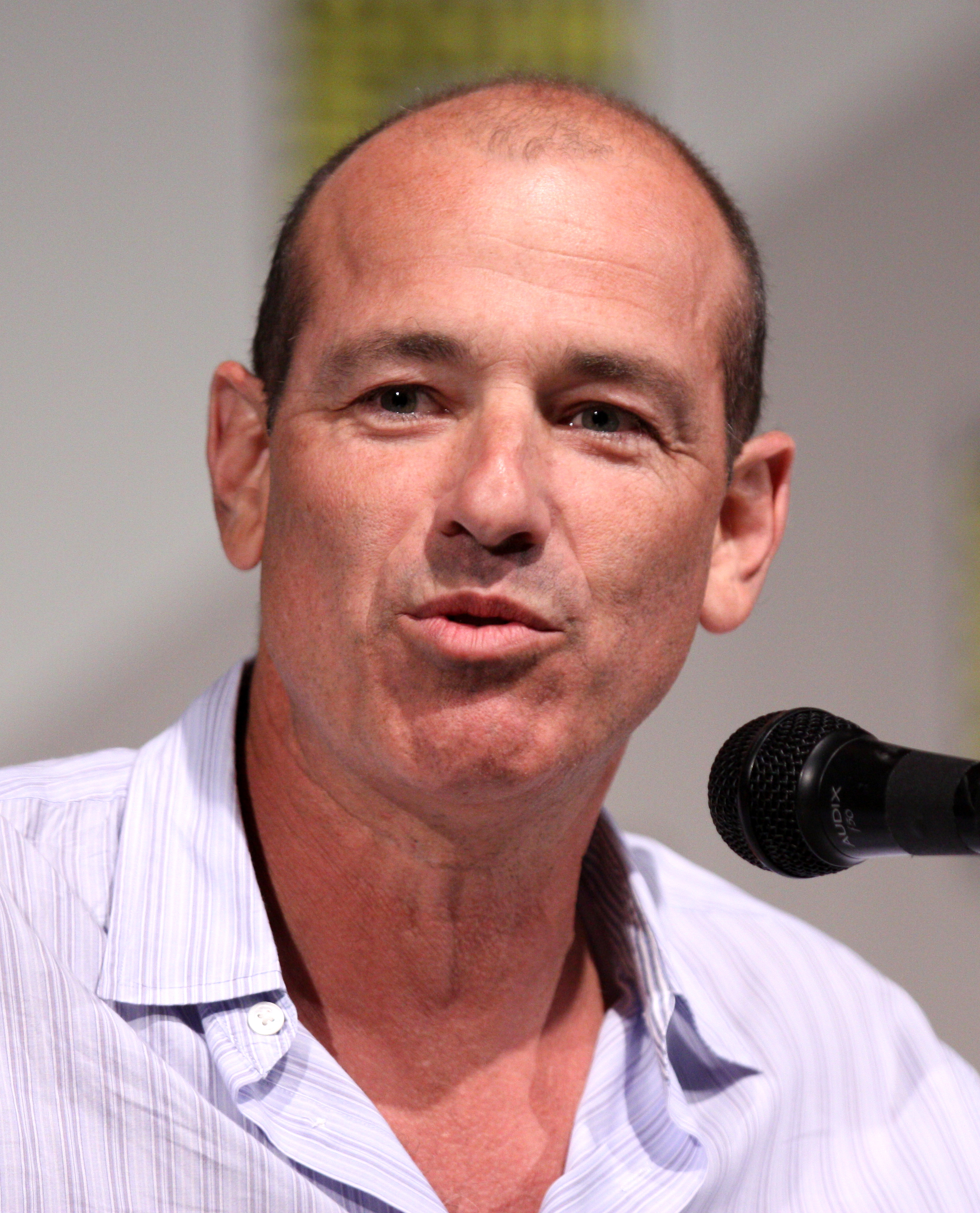
Howard Gordon escribió «Fresh Bones» después de leer sobre suicidios de militares en Haití.

«Fresh Bones» fue escrito por Howard Gordon después de leer dos artículos de revistas que detallaban que varios miembros del personal militar estadounidense se suicidaron mientras estaban estacionados en Haití. La trama de refugiados se utilizó debido a que los productores no pudieron filmar en Haití. El coronel Wharton fue interpretado por Daniel Benzali. Si bien los productores estuvieron de acuerdo en que no «parecía un militar», acordaron por unanimidad que tenía la calidad que buscaban en el papel.
La producción del episodio comenzó a fines de diciembre de 1994 y se completó en enero de 1995. El campo de refugiados haitianos se filmó en un edificio abandonado en un astillero de Vancouver Norte. Mientras se filmaban las escenas del cementerio, se tuvo que usar una bomba de sumidero porque las escenas se filmaron durante un clima extremadamente lluvioso. Para filmar la escena en la que un hombre emerge de la mano de Scully y la estrangula, el maquillador de la serie, Toby Lindala, explicó: «Teníamos una mano mecánica y un tipo que doblaba la mano del actor metía los dedos a través de ella. Había piel de gelatina en la manos que pensé que jugaron muy bien y eran creíbles y carnosas. La mano doble tenía tubos adheridos a sus dedos, así que cuando la empujó hacia arriba la abrió un poco y ves el plasma y la piel se rasga. Funcionaron muy bien en la toma final».

## Recepción
«Fresh Bones» se estrenó en la cadena Fox el 3 de febrero de 1995. El episodio obtuvo una calificación Nielsen de 11,3, con una participación de 19, lo que significa que aproximadamente 11,3 por ciento de todos los hogares equipados con televisión y 19 por ciento de los hogares viendo televisión sintonizado en el episodio. Fue visto por 10,8 millones de hogares. «Fresh Bones» fue el episodio con mejor índice de audiencia de las dos primeras temporadas.
El episodio recibió opiniones mixtas a positivas de los críticos. El escritor Gordon declaró que el director Bowman hizo un gran trabajo al extraer su guion de escalofríos. En su libro, X-Treme Possibilities, los autores Keith Topping y Paul Cornell elogiaron el episodio, incluida la actuación de Benzali y la secuencia en el cementerio al final del episodio. El creador de la serie, Chris Carter, calificó el episodio como uno de los que más le enorgullecía de la segunda temporada, afirmando que Gordon hizo un buen trabajo con el guion y Bowman hizo un gran trabajo con la dirección.
No todas las críticas fueron positivas. Entertainment Weekly le dio al episodio un B- y una crítica más mixta, escribiendo que el episodio «No es para todas las edades, a pesar de algunos momentos discordantes: el auto se estrella con el árbol, las alucinaciones vudú de Scully y ese último golpe». La crítica Emily VanDerWerff de The A.V. Club le dio al episodio una C y escribió que «los mayores problemas aquí son la falta de concentración y el ritmo caótico. El episodio retumba en primera marcha durante aproximadamente las tres cuartas partes de su tiempo de funcionamiento. y luego se pone bruscamente en marcha al final, avanzando hacia un final apocalíptico que no se siente totalmente ganado. Hay cosas buenas en “Fresh Bones”, pero la mayor parte del episodio decepciona».